# Конвой Рабаул — Трук (31.01.43 — 04.02.43)
Конвой Рабаул — Трук (31.01.43 — 04.02.43) — невеликий японський конвой часів Другої світової війни, проходження якого відбувалось у січні — лютому 1943 року.
Конвой сформували в Рабаулі — головній передовій базі в архіпелазі Бісмарка, з якої японці провадили операції на Соломонових островах та сході Нової Гвінеї, а пунктом призначення був атол Трук (Чуук) на сході Каролінських островів (ще до війни тут була створена потужна база ВМФ, з якої до лютого 1944 року провадились операції у цілому ряді архіпелагів).
До складу конвою увійшли транспорти «Шинрю-Мару», «Кагу-Мару» та «Тацутаке-Мару», при цьому вони прямували без ескорту.
31 січня 1943 року судна вийшли з Рабаула та попрямували на північ. Хоча вони йшли без охорони, а на комунікаціях архіпелагу Бісмарка активно діяли підводні човни США, цього разу конвой пройшов без інцидентів і 4 лютого прибув на Трук.